# Kosmos 63S1
Kosmos 63S1 (ros. Космос 63S1) – radziecka dwustopniowa rakieta nośna. Używana w latach 60. XX wieku.
8 sierpnia 1960 Komitet Centralny Partii Komunistycznej i Rada Ministrów ZSRR wydały dekret o „O budowie rakiety nośnej 63S1 w oparciu o rakietę R-12 oraz o budowie i wystrzeleniu małego sztucznego satelity”. Dokument pozwolił biuru konstrukcyjnemu OKB-586 na rozpoczęcie prac nad rakietą i satelitami.
Przeznaczona była dla lekkich ładunków niewymagających dużych rakiet budowanych w oparciu o rakietę R-7. Została oparta na rakiecie balistycznej średniego zasięgu R-12. R-12 stanowiła jej główny, pierwszy człon. Drugi człon postanowiono zbudować od nowa. Miał wykorzystywać mieszankę UDMH i ciekłego tlenu.
21 grudnia 1961, po drugim z rzędu nieudanym starcie nowej rakiety, powołano komisję ekspertów pod przewodnictwem Dmitrija Ustinowa, mającą zrewidować założenia i osiągnięcia programu budowy rakiety.
Kosmos 63S1 został później zastąpiony przez swój wariant, Kosmos 63S1M.

## Chronologia startów
1. 27 października 1961, 16:30 GMT; s/n 1LK; miejsce startu: Kapustin Jar (Majak-2), Rosja
Ładunek: DS-1 1; Uwagi: start nieudany – rakieta nie osiągnęła wystarczającej prędkości na skutek awarii regulacji prędkości w 1. członie rakiety
2. 21 grudnia 1961, 12:30 GMT; s/n 2LK; miejsce startu: Kapustin Jar (Majak-2), Rosja
Ładunek: DS-1 2; Uwagi: start nieudany – awaria 2. członu. Na skutek złego tempa pompowania ciekłego tlenu do komory spalania, utleniacz skończył się w 354. sekundzie lotu – nim statek osiągnął właściwą prędkość
3. 16 marca 1962, 11:59 GMT; s/n 6LK; miejsce startu: Kapustin Jar (Majak-2), Rosja
Ładunek: Kosmos 1; Uwagi: start udany
4. 6 kwietnia 1962, 17:15 GMT; s/n 5LK; miejsce startu: Kapustin Jar (Majak-2), Rosja
Ładunek: Kosmos 2; Uwagi: start udany
5. 24 kwietnia 1962, 04:00 GMT; s/n 4LK; miejsce startu: Kapustin Jar (Majak-2), Rosja
Ładunek: Kosmos 3; Uwagi: start udany
6. 28 maja 1962, 03:00 GMT; s/n 3LK; miejsce startu: Kapustin Jar (Majak-2), Rosja
Ładunek: Kosmos 5; Uwagi: start udany
7. 30 czerwca 1962, 16:00 GMT; s/n?; miejsce startu: Kapustin Jar (Majak-2), Rosja
Ładunek: Kosmos 6; Uwagi: start udany
8. 18 sierpnia 1962, 15:00 GMT; s/n?; miejsce startu: Kapustin Jar (Majak-2), Rosja
Ładunek: Kosmos 8; Uwagi: start udany
9. 20 października 1962, 04:00 GMT; s/n?; miejsce startu: Kapustin Jar (Majak-2), Rosja
Ładunek: Kosmos 11; Uwagi: start udany
10. 25 października 1962,? GMT; s/n?; miejsce startu: Kapustin Jar (Majak-2), Rosja
Ładunek: 1 MS; Uwagi: start nieudany – rakieta i ładunek nie osiągnęły orbity
11. 6 kwietnia 1963,? GMT; s/n?; miejsce startu: Kapustin Jar (Majak-2), Rosja
Ładunek: DS-P1 2; Uwagi: start nieudany – awaria 1. członu
12. 14 kwietnia 1963, 11:02 GMT; s/n?; miejsce startu: Kapustin Jar (Majak-2), Rosja
Ładunek: Kosmos 14; Uwagi: start udany
13. 22 maja 1963, 03:00 GMT; s/n?; miejsce startu: Kapustin Jar (Majak-2), Rosja
Ładunek: Kosmos 17; Uwagi: start udany
14. 1 czerwca 1963, 02:50 GMT; s/n?; miejsce startu: Kapustin Jar (Majak-2), Rosja
Ładunek: DS-MT 1; Uwagi: start nieudany – awaria 1. członu w 4. sekundzie lotu
15. 6 sierpnia 1963, 06:00 GMT; s/n?; miejsce startu: Kapustin Jar (Majak-2), Rosja
Ładunek: Kosmos 19; Uwagi: start udany
16. 22 sierpnia 1963,? GMT; s/n?; miejsce startu: Kapustin Jar (Majak-2), Rosja
Ładunek: DS-A1 3; Uwagi: start nieudany – awaria 1. członu
17. 24 października 1963,? GMT; s/n?; miejsce startu: Kapustin Jar (Majak-2), Rosja
Ładunek: DS-A1 4; Uwagi: start nieudany – awaria 2. członu w 353 sekundy po starcie
18. 13 grudnia 1963, 13:55 GMT; s/n?; miejsce startu: Kapustin Jar (Majak-2), Rosja
Ładunek: Kosmos 23; Uwagi: start udany
19. 27 lutego 1964, 13:26 GMT; s/n?; miejsce startu: Kapustin Jar (Majak-2), Rosja
Ładunek: Kosmos 25; Uwagi: start udany
20. 18 marca 1964, 15:07 GMT; s/n?; miejsce startu: Kapustin Jar (Majak-2), Rosja
Ładunek: Kosmos 26; Uwagi: start udany
21. 6 czerwca 1964, 06:00 GMT; s/n?; miejsce startu: Kapustin Jar (Majak-2), Rosja
Ładunek: Kosmos 31; Uwagi: start udany
22. 30 czerwca 1964, 03:36 GMT; s/n?; miejsce startu: Kapustin Jar (Majak-2), Rosja
Ładunek: Kosmos 36; Uwagi: start udany
23. 22 sierpnia 1964, 11:02 GMT; s/n?; miejsce startu: Kapustin Jar (Majak-2), Rosja
Ładunek: Kosmos 42, Kosmos 43; Uwagi: start udany
24. 24 października 1964, 05:16 GMT; s/n?; miejsce startu: Kapustin Jar (Majak-2), Rosja
Ładunek: Kosmos 49; Uwagi: start udany
25. 1 grudnia 1964,? GMT; s/n?; miejsce startu: Kapustin Jar (LC86/1), Rosja
Ładunek: DS-2 2; Uwagi: start nieudany – ładunek nie odłączył się od rakiety
26. 10 grudnia 1964, 23:02 GMT; s/n?; miejsce startu: Kapustin Jar (LC86/1), Rosja
Ładunek: Kosmos 51; Uwagi: start udany
27. 30 stycznia 1965, 09:36 GMT; s/n?; miejsce startu: Kapustin Jar (LC86/1), Rosja
Ładunek: Kosmos 53; Uwagi: start udany
28. 12 lutego 1965,? GMT; s/n?; miejsce startu: Kapustin Jar (LC86/1), Rosja
Ładunek: DS-P1-Yu 2; Uwagi: start nieudany – awaria 2. członu
29. 20 lutego 1965,? GMT; s/n?; miejsce startu: Kapustin Jar (LC86/1), Rosja
Ładunek: DS-A1 6; Uwagi: start nieudany – awaria 1. członu w 64. sekundzie lotu
30. 2 czerwca 1965, 04:04 GMT; s/n?; miejsce startu: Kapustin Jar (LC86/1), Rosja
Ładunek: Kosmos 70; Uwagi: start udany
31. 23 lipca 1965, 04:33 GMT; s/n?; miejsce startu: Kapustin Jar (LC86/1), Rosja
Ładunek: Kosmos 76; Uwagi: start udany
32. 21 grudnia 1965, 06:14 GMT; s/n?; miejsce startu: Kapustin Jar (LC86/1), Rosja
Ładunek: Kosmos 101; Uwagi: start udany
33. 28 grudnia 1965,? GMT; s/n?; miejsce startu: Kapustin Jar (LC86/1), Rosja
Ładunek: DS-K-40 1; Uwagi: start nieudany – awaria 1. członu
34. 11 lutego 1966, 18:00 GMT; s/n?; miejsce startu: Kapustin Jar (LC86/1), Rosja
Ładunek: Kosmos 108; Uwagi: start udany
35. 21 lutego 1966,? GMT; s/n?; miejsce startu: Kapustin Jar (LC86/1), Rosja
Ładunek: DS-K-40 2; Uwagi: start nieudany – awaria 1. członu 83 sekundy po starcie
36. 8 czerwca 1966, 05:31 GMT; s/n?; miejsce startu: Kapustin Jar (LC86/1), Rosja
Ładunek: Kosmos 123; Uwagi: start udany
37. 21 grudnia 1966, 13:12 GMT; s/n?; miejsce startu: Kapustin Jar (LC86/1), Rosja
Ładunek: Kosmos 137; Uwagi: start udany
38. 19 grudnia 1967, 06:30 GMT; s/n?; miejsce startu: Kapustin Jar (LC86/1), Rosja
Ładunek: Kosmos 196; Uwagi: start udany